# Olderfjord
Olderfjord (płn.-lap. Leaibevuotna; kwen. Leipovuono) – wieś w północnej Norwegii, w okręgu Finnmark, w gminie Porsanger. Leży we wschodniej części półwyspu Porsangerhalvøya, na brzegu fjordu Porsangerfjorden. 
We wsi łączą się trasy E6 i E69.